# Crotalaria callensii
Crotalaria callensii är en ärtväxtart som beskrevs av Rudolf Wilczek. Crotalaria callensii ingår i släktet sunnhampor, och familjen ärtväxter. Inga underarter finns listade i Catalogue of Life.